# Eicher Motors
Eicher Motors è una società indiana fondata nel 1948 con sede a Nuova Delhi in India e attiva nel settore della produzione di componenti automobilistiche, nonché di veicoli leggeri quali motociclette e veicoli commerciali.
L'azienda, che è quotata sia alla borsa di Bombay che al National Stock Exchange of India, possiede il marchio Royal Enfield, una casa motociclistica anglo-indiana.